# Natalie (site web)
Pour les articles homonymes, voir Natalie (homonymie) et Natasha.
Natalie (ナタリー, Natarī) est un site d'informations sur la culture populaire japonaise lancé le 1er février 2007 par Natasha, Inc. (株式会社ナターシャ, Kabushiki gaisha Natāsha). Natalie a fourni des informations pour de grands portails et réseaux sociaux japonais tels que Mobage Town, GREE, livedoor, excite, mixi et Yahoo! Japan.

## Histoire
Natasha, Inc., en tant que fournisseur de contenu, a été créée en décembre 2005, pour devenir une société anonyme (en) en février 2006 et démutualisée en janvier 2007. À sa création, les premiers membres de la société étaient Takuya Ōyama, président et directeur des représentants, Daisuke Tsuda (ja), directeur à temps partiel, et de deux autres membres,,.
Le 1er février 2007, Natasha, Inc. a ouvert son propre site d'informations, Natalie, qui doit son nom à la chanson Nathalie de Julio Iglesias,. Il était exclusivement consacré à l'actualité musicale et avait été créé avec l'idée de mettre à jour quotidiennement, quelque chose que les journaux ne pouvaient pas faire. Le site web proposait également une inscription facultative, qui permettrait de commenter des articles de presse et de créer une liste de 30 artistes au maximum, sur lesquels des mises à jour seraient proposées.
Natalie s'est rapidement développé, en ouvrant notamment plusieurs sous-sites de nouvelles consacrés à différents thèmes dont les mangas avec Comic Natalie le 25 décembre 2008, les humoristes avec Owarai Natalie le 5 août 2009, le cinéma avec Eiga Natalie le 23 mars 2015 et le théâtre avec Stage Natalie le 2 février 2016,. Une boutique en ligne de produits culturels Natalie Store est lancée le 1er août 2012. Un sous-site d'informations dédiés aux snacks appelé Oyatsu Natalie avait également été lancée le 18 mai 2011, bien que ce dernier se soit avéré être de courte durée et a fermé le 31 août de la même année.
Le 21 août 2014, KDDI Corporation a acquis 90% des actions en circulation de Natasha et fait de la société l'une de ses filiales consolidées. Ōyama continue d'en être le président-directeur général.
En février 2017, Natalie fête ses 10 ans. Ōyama a démissionné de ses fonctions de directeur général et est nommé président du conseil d'administration. Tetsushi Fujita lui a succédé à la direction.
Le 11 mai 2020, le design et le logo du site ont été entièrement repensées.

## Gestion
Takuya Ōyama est le fondateur de Natasha, Inc. et en est resté le président-directeur général jusqu'à sa démission en février 2017, où il est remplacé par Tetsushi Fujita. Il est également rédacteur en chef du site web de nouvelles musicales. En 2008, le directeur et rédacteur en chef de Comic Natalie était Gen Karaki, qui était aussi le bassiste d'artistes tels que le groupe Speed, Ram Rider, Haruko Momoi et Nana Katase.
Depuis août 2014, Natasha est une filiale de KDDI Corporation.

### Identité visuelle (logo)

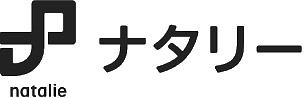
Logo de 2010 au 10 mai 2020.
Logo depuis le 11 mai 2020.